# Jàson
|  | Per a altres significats, vegeu «Jàson (desambiguació)». |

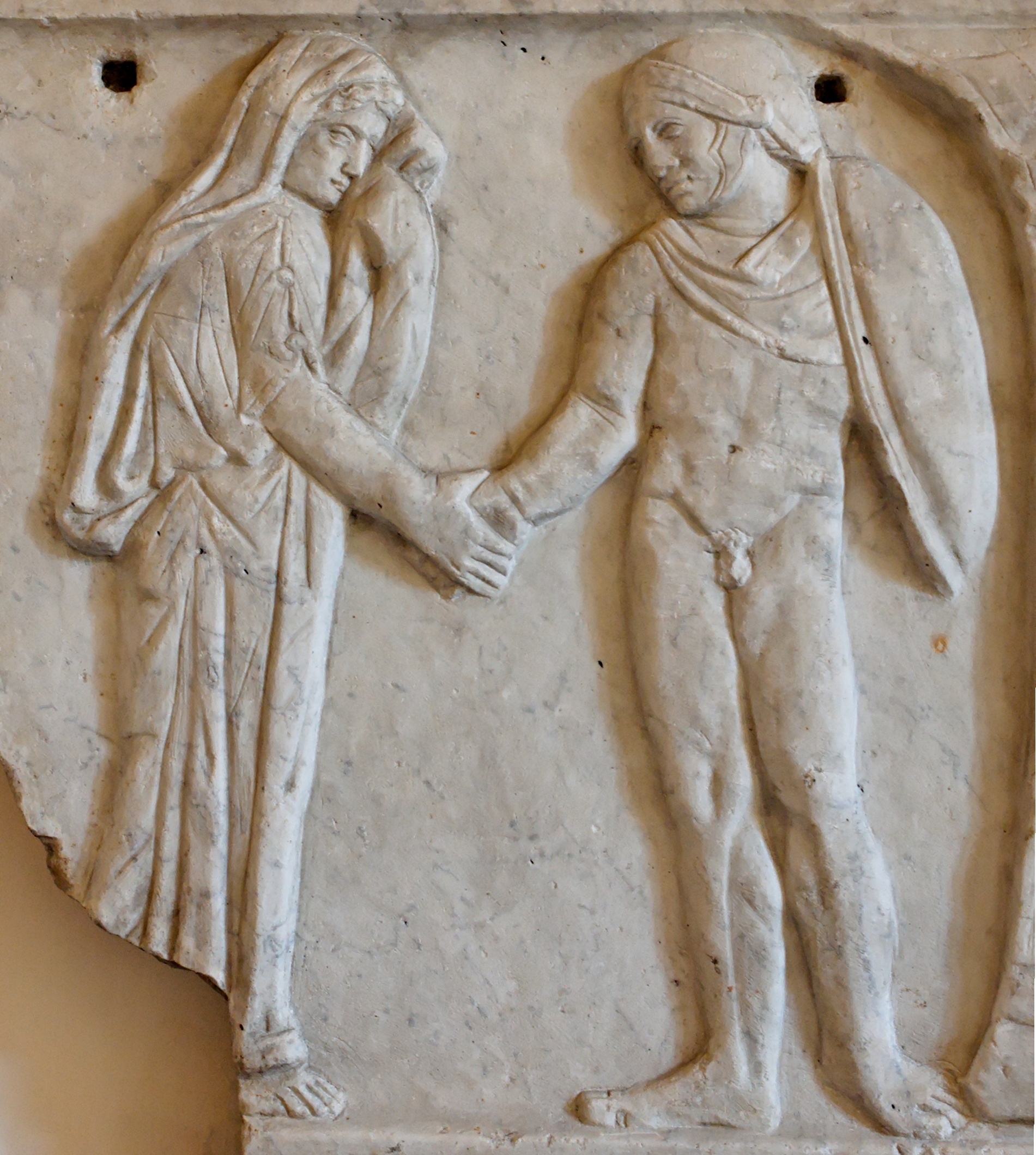
Jàson i Medea donant-se la mà en senyal de maridatge

En la mitologia grega, Jàson (en grec antic: Ἰάσων, Iàson) és un heroi tessali, cap dels argonautes i espòs de Medea. Era fill d'Èson, rei de Iolcos, però les versions difereixen en la mare, amb Alcímede, filla de Fílac i Clímene, la seva dona; o bé, segons una altra tradició, de Polimeda, filla d'Autòlic, l'esposa d'Èson i mare de Jàson, i encara altres.
Jàson apareix en diverses lectures de treballs a l'antiguitat clàssica de Grècia i Roma, inclòs el poema èpic Argonàutiques i la tragèdia Medea. En el món modern, Jàson ha emergit com un personatge en diverses adaptacions dels seus mites, com la pel·lícula Jàson i els argonautes de 1963.

## Mite de Jàson

### Persecució per Pèlias

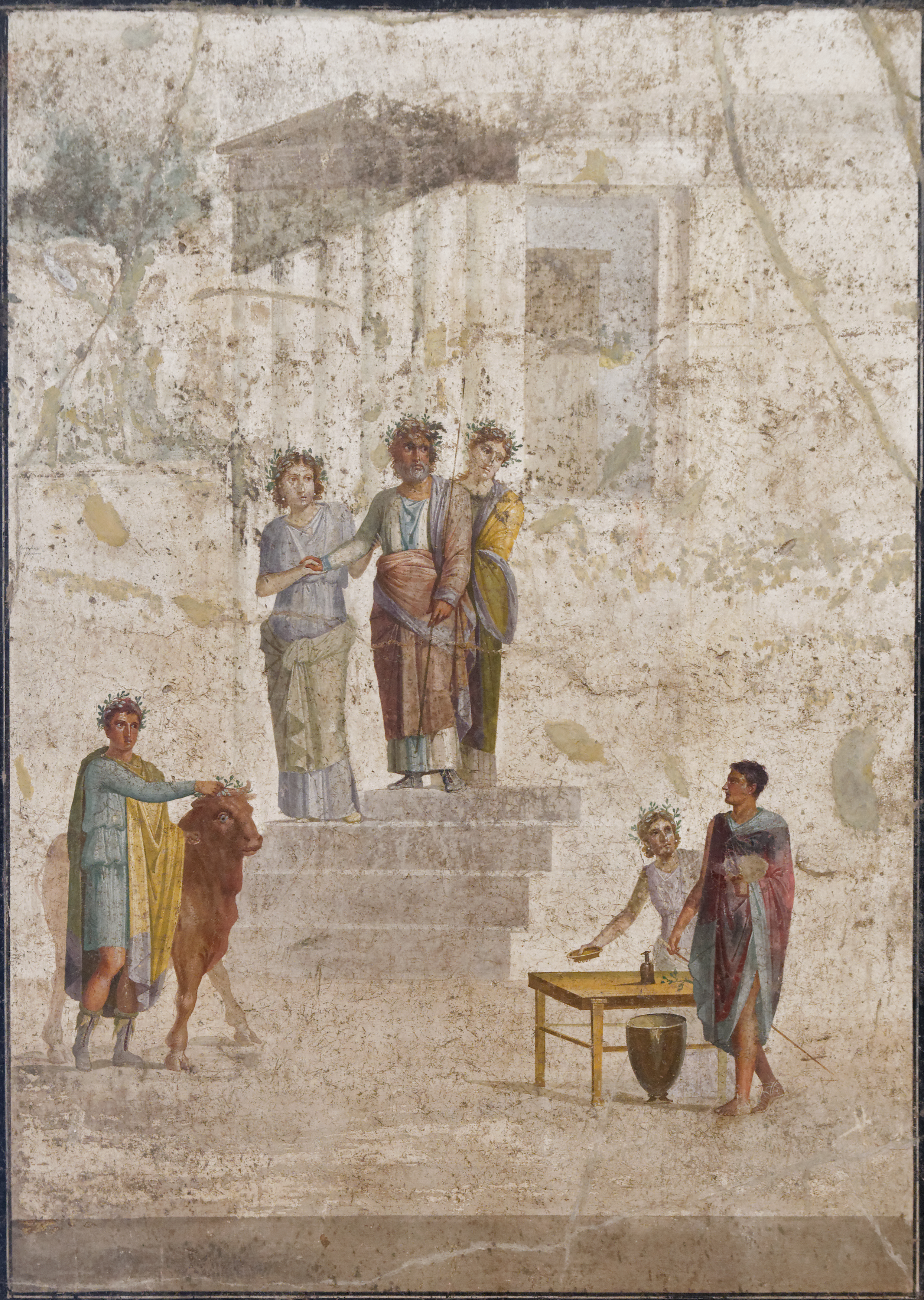
Pèlias, rei de Iolcos, s'atura a les escales d'un temple mentre reconeix el jove Jàson per la seva sandàlia desapareguda; fresc romà de Pompeia, 20-25 dC.

Pèlias (miggermà d'Èson) tenia fam de poder i va intentar dominar tota la Tessàlia. Pèlias va ser la descendència d'una unió entre la seva mare compartida, Tiro ('Tiro' de naixement alt), la filla de Salmoneu, i el déu del mar Posidó. En un amarg feu, va enderrocar Èson (el rei legítim), matant a tots els descendents d'Èson que va poder. Va salvar el seu germanastre per motius desconeguts.
L'esposa d'Èson, Alcímede, va tenir un fill nounat anomenat Jàson a qui va salvar de Pèlias fent que les dones assistents s'agrupessin al voltant de l'infant i ploressin com si fos mort. Tement que Pèlias s'adonés i matés el seu fill, Alcímede el va enviar perquè el criés el centaure Quiró. Va afirmar que havia tingut una aventura amb ell durant tot el temps. Pèlias, tement que la seva reialesa mal aconseguida pogués ser desafiada, va consultar un oracle, que li va advertir que tingués cura d'un home que només dugués una sandàlia. Pèlias, quan ho va veure, es va espantar recordant les paraules de l'oracle. Jàson, conscient que era el rei legítim, així ho va informar a Pèlies. Pèlias va respondre: «per prendre el meu tron, has d'anar a una recerca per trobar el velló d'or». Jason va acceptar aquesta condició.
Una altra versió explica que un cop destronat Èson, va enviar el seu fill a ser educat pel centaure Quiró, que, com a tots els seus deixebles, va ensenyar-li medicina. Quan es va fer gran, Jàson abandonà el mont Pèlion, on vivia amb el centaure, i va tornar a Iolcos. La seva indumentària era estranya, ja que portava una pell de pantera a sobre, tenia una llança a cada mà i anava amb el peu esquerre descalç. Va arribar a la plaça pública de Iolcos en el moment en què Pèlias celebrava un sacrifici. Quan el va veure, com que no el va reconèixer, Pèlias va tenir por, ja que recordà les paraules de l'oracle sobre l'home descalç d'un peu. Jàson es va estar cinc dies a casa del seu pare. El sisè dia es presentà a reclamar el poder que legítimament li pertanyia. Llavors Pèlias li demanà que li portés el velló d'or.

### La recerca del velló d'or
Aleshores Jàson feu construir una nau que, en honor del seu constructor Argos, es va dir Argo; en la construcció d'aquesta nau, que es va fer a Tessàlia, Argos va comptar amb l'ajut d'Atena. Quan va estar feta, i seguint l'ordre rebuda de Pèlias, Jàson va emprendre-hi l'aventura d'anar a cercar el velló d'or, empresa en la qual el van acompanyar cinquanta-cinc herois, coneguts amb el nom d'argonautes (mariners de l'Argo), entre els quals destacaven Orfeu, Càstor, Pòl·lux, Peleu, Hèracles, Teseu, Laertes, Atalanta -l'única dona de l'expedició, famosa corredora i arquera-, Meleagre i molts d'altres. El velló es trobava a la Còlquida, a la riba oriental de la mar Negra. La deessa Atena convertiria posteriorment el vaixell Argo en constel·lació: la Nau Argo.
Quan Jàson va arribar amb els argonautes a la Còlquida, va demanar el velló d'or al rei Eetes. Aquest li va prometre que l'hi donaria si, abans, aconseguia enjovar els bous amb les peülles d'aram que escopien foc pels queixals, llaurar amb ells una terra àrida i sembrar-hi les dents del drac de Cadme. Medea, la filla del rei Eetes, es va enamorar de Jàson i el va ajudar a dur a terme aquesta tasca encomanada: li va donar un balme màgic que el protegiria durant un dia de l'acció de les flames o impediria que el ferissin amb espasa o fletxes. A més a més, li va dir que de les dents del drac en naixerien uns guerrers que l'atacarien, però que ell els podria vèncer amb una pedra que els desorientaria i que faria que es matessin entre ells. Amb l'ajut de Medea, Jàson va aconseguir de dur a terme la tasca encomanada pel rei Eetes, però aquest, així i tot, es va negar a donar-li el velló d'or, ja que aquest velló garantia la prosperitat de la Còlquida. Per això, Medea va adormir el drac que el vigilava i, després, agafà el velló. Fou ella, doncs, la qui va aconseguir realment el velló d'or per, després, donar-lo a Jàson i fugir amb ell.

### El retorn

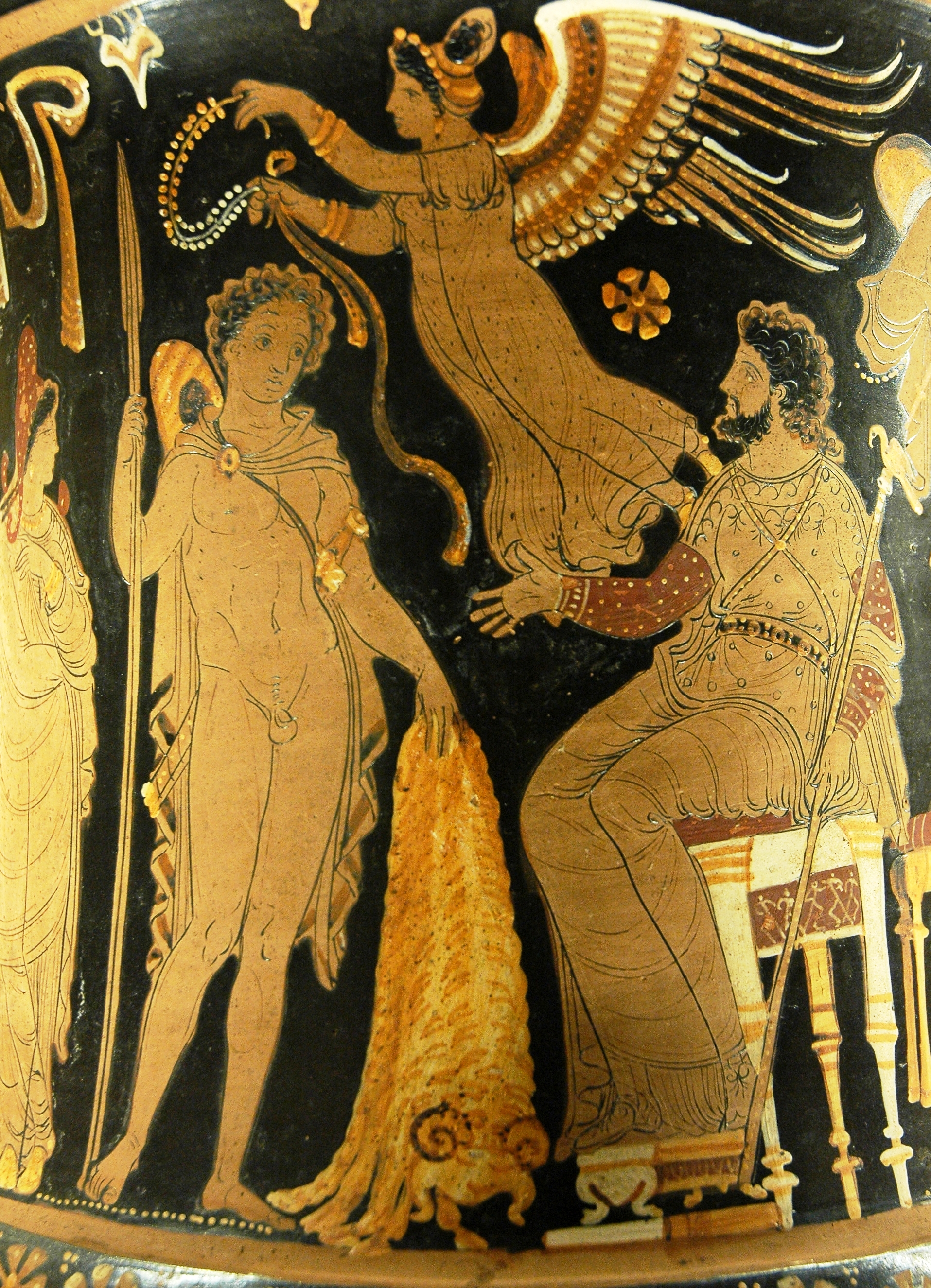
Jason portant a Pèlias el Velló d'or, ca. 340 aC–330 aC, Museu del Louvre.

De tornada a la Còlquida amb el velló d'or, i casat amb Medea, Jàson va donar el velló a Pèlias. Les tradicions del que passa després varien: tan aviat regna al lloc de Pèlias, com viu tranquil·lament a Iolcos i dona un fill a Medea, que es diu Medeu. La versió més coneguda és la que explica que Medea, amb les seves bruixeries, causa la mort de Pèlias persuadint les seves filles perquè el bullin en una caldera amb el pretext de rejovenir-lo. Totes les filles de Pèlias, menys Alcestis, la menor, van participar en l'assassinat. L'assassinat de Pèlias es presenta com una venjança de Jàson per la usurpació de la que havia estat víctima, o per haver causat la mort d'Èson. Com a resultat de la mort de Pèlias, Jàson i Medea van ser expulsats de Iolcos i es van refugiar a Corint, on van viure durant deu anys. Però Jàson es va cansar de Medea i es va prometre amb Creüsa, la filla del rei Creont, que va fer que Jàson abandonés Medea per casar-s'hi; s'inicia així de retruc la famosa tragèdia desfermada per la gelosa Medea, que envià a Creüsa un vestit nupcial que escampà pel seu cos un foc abrasador que la va consumir. També va morir Creont pel foc, i es va cremar el palau reial. Medea va immolar els fills que havia tingut amb Jàson, Feres i Mèrmer, i fugí en un carro màgic que li havia donat el Sol, que se l'emportà per l'aire.
Jàson va voler tornar a Iolcos, on regnava Acastos, fill de Pèlias. S'ajuntà amb Peleu, que estava ressentit amb Acastos, i amb ajuda dels Dioscurs van saquejar la ciutat. Després Jàson, o bé el seu fill Tèssal, van regnar a Iolcos.
A Jàson se l'inclou entre els caçadors que van prendre part en la cacera del senglar de Calidó.

### Mort de l'heroi
Jason és colpejat per la proa despresa de les restes de la nau Argo encallada al cap, el que el mata. Els déus porten el vaixell al cel i el converteixen en l'antiga constel·lació anomenada Nau Argo. Jason, serà honrat a Grècia com a patró de la navegació.
Segons Diodor de Sicília, s'hauria suïcidat després de la mort dels seus fills.

## Família

### Parentiu

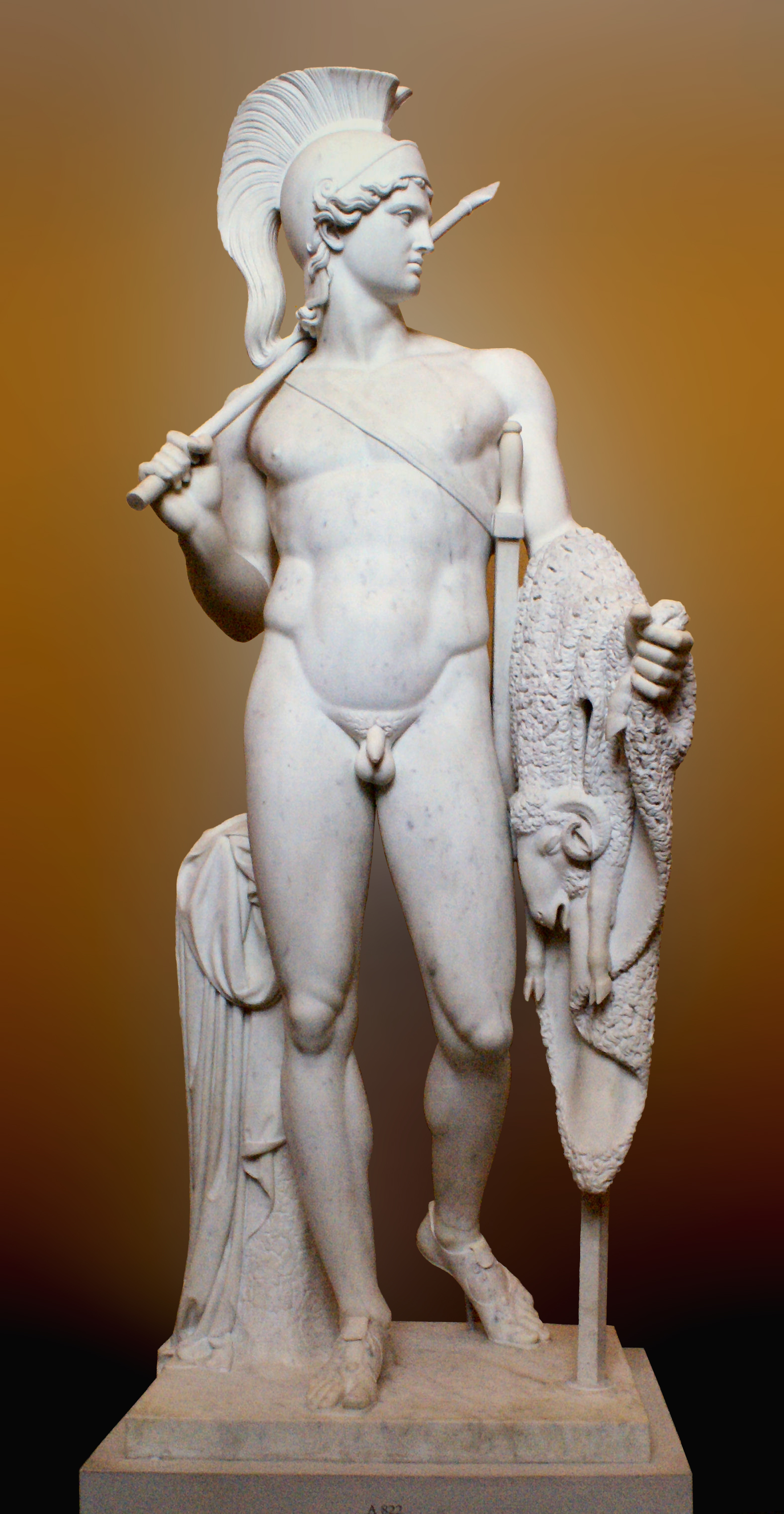
Jàson amb el velló d'or per Bertel Thorvaldsen.

El pare de Jàson és invariablement Èson, però hi ha una gran variació pel que fa al nom de la seva mare. Segons diversos autors, podria ser:
- Alcímeda (Ἀλκῐμέδη), filla de Fílac[4][5][6]
- Polimeda,[7][8] o Polimela,[9] o Polifema,[10] una filla d'Autòlic
- Amfínome (Ἀμφινόμη)[11]
- Teogneta, filla de Laòdic[10]
- Reo (Ῥοὶω)[12]
- Arna o Escarfe (Ἄρνη o Σκάρφη)[13]

També es deia que Jàson tenia un germà petit, Pròmac.

### Fills
Fills amb Medea:
- Alcímenes, assassinat per Medea.
- Tèssal, bessó d'Alcímenes i rei de Iolcus.
- Tisandre, assassinat per Medea
- Mèrmer assassinat pels corintians o per Medea
- Feres, com Mèrmer
- Eriopis, la seva única filla
- Medos o Polixen, altrament fill d'Egeu
- Argus[15]
- set fills i set filles[16]

Fills amb Hipsípile:
- Euneu, rei de Lemnos i el seu bessó
- Nebròfon[18] o
- Deipil[19] o
- Toas[20]

| Relació | Nom                | Font            | Font                | Font                | Font                 | Font     | Font     | Font        | Font        | Font    | Font      | Font    | Font    | Font    |       |
| ------- | ------------------ | --------------- | ------------------- | ------------------- | -------------------- | -------- | -------- | ----------- | ----------- | ------- | --------- | ------- | ------- | ------- | ----- |
| Relació | Nom                | (Sch. on) Homer | (Sch. on) Euripides | (Sch. on) Euripides | (Sch. on) Apollonius | Diodorus | Valerius | Apollodorus | Apollodorus | Ptolemy | Pausanias | Hyginus | Hyginus | Tzetzes | Smith |
| Pares   | Èson i Polimela o  | ✓               |                     |                     |                      |          |          |             |             |         |           |         |         | ✓       |       |
| Pares   | Èson i Polifema o  |                 |                     |                     | ✓                    |          |          |             |             |         |           |         |         |         |       |
| Pares   | Èson i Polimeda    |                 |                     |                     |                      |          |          | ✓           | ✓           |         |           |         |         | ✓       |       |
| Pares   | Èson i Alcímede    |                 |                     |                     | ✓                    |          | ✓        |             |             |         |           | ✓       | ✓       |         |       |
| Pares   | Èson i Teogneta    |                 |                     |                     | ✓                    |          |          |             |             |         |           |         |         |         |       |
| Pares   | Èson i Amfínome    |                 |                     |                     |                      | ✓        |          |             |             |         |           |         |         |         |       |
| Pares   | Èson i Reo         |                 |                     |                     |                      |          |          |             |             |         |           |         |         | ✓       |       |
| Pares   | Èson i Arne        |                 |                     |                     |                      |          |          |             |             |         |           |         |         | ✓       |       |
| Pares   | Èson i Escarfe     |                 |                     |                     |                      |          |          |             |             |         |           |         |         | ✓       |       |
| Germà   | Promachus          |                 |                     |                     |                      | ✓        |          | ✓           | ✓           |         |           |         |         |         |       |
| Consort | Medea              |                 | ✓                   |                     |                      | ✓        |          | ✓           |             | ✓       | ✓         | ✓       |         |         | ✓     |
| Consort | Hipsípile          |                 |                     | ✓                   |                      |          |          |             | ✓           |         |           |         | ✓       |         |       |
| Fills   | Mèrmer             |                 | ✓                   |                     |                      |          |          | ✓           |             |         |           | ✓       |         |         |       |
| Fills   | Feres              |                 | ✓                   |                     |                      |          |          | ✓           |             |         |           | ✓       |         |         |       |
| Fills   | Alcímenes          |                 |                     |                     |                      | ✓        |          |             |             |         |           |         |         |         |       |
| Fills   | Tèssal             |                 |                     |                     |                      | ✓        |          |             |             |         |           |         |         |         |       |
| Fills   | Tisandre           |                 |                     |                     |                      | ✓        |          |             |             |         |           |         |         |         |       |
| Fills   | 7 fills i 7 filles |                 |                     |                     |                      |          |          |             |             | ✓       |           |         |         |         |       |
| Fills   | Eriopis            |                 |                     |                     |                      |          |          |             |             |         | ✓         |         |         |         |       |
| Fills   | Medus o Polyxemus  |                 |                     |                     |                      |          |          |             |             |         | ✓         |         |         |         |       |
| Fills   | Argus              |                 |                     |                     |                      |          |          |             |             |         |           |         |         |         | ✓     |
| Fills   | Euneus             |                 |                     | ✓                   |                      |          |          |             | ✓           |         |           |         | ✓       |         |       |
| Fills   | Nebrophonus        |                 |                     |                     |                      |          |          |             | ✓           |         |           |         |         |         |       |
| Fills   | Deipylus           |                 |                     |                     |                      |          |          |             |             |         |           |         | ✓       |         |       |
| Fills   | Thoas              |                 |                     | ✓                   |                      |          |          |             |             |         |           |         |         |         |       |

## A la cultura popular

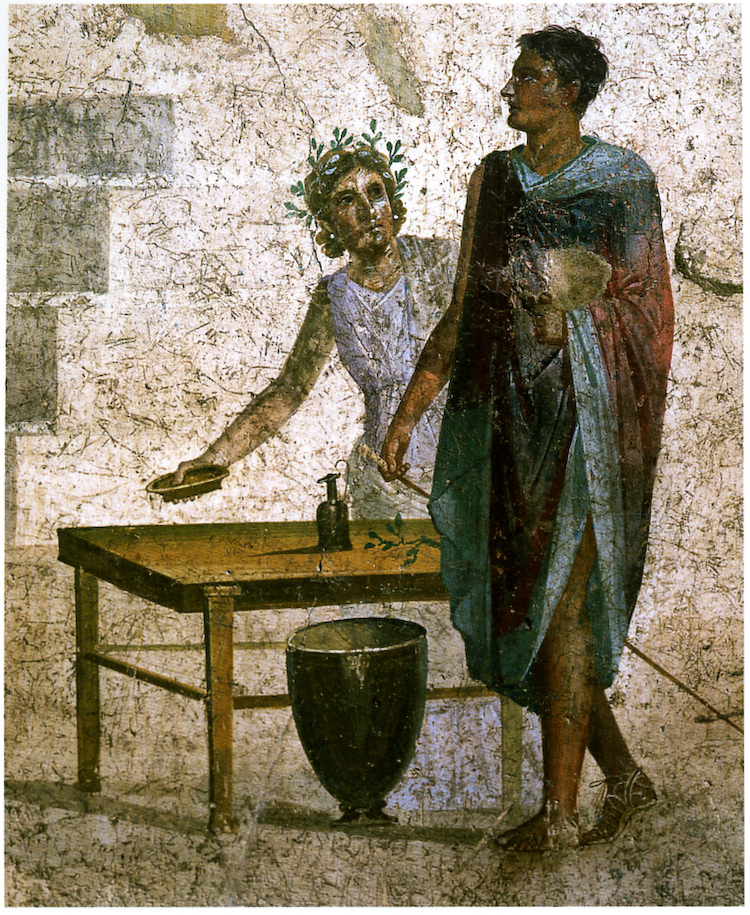
Jason en un fresc antic de Pompeia.

### Cinema

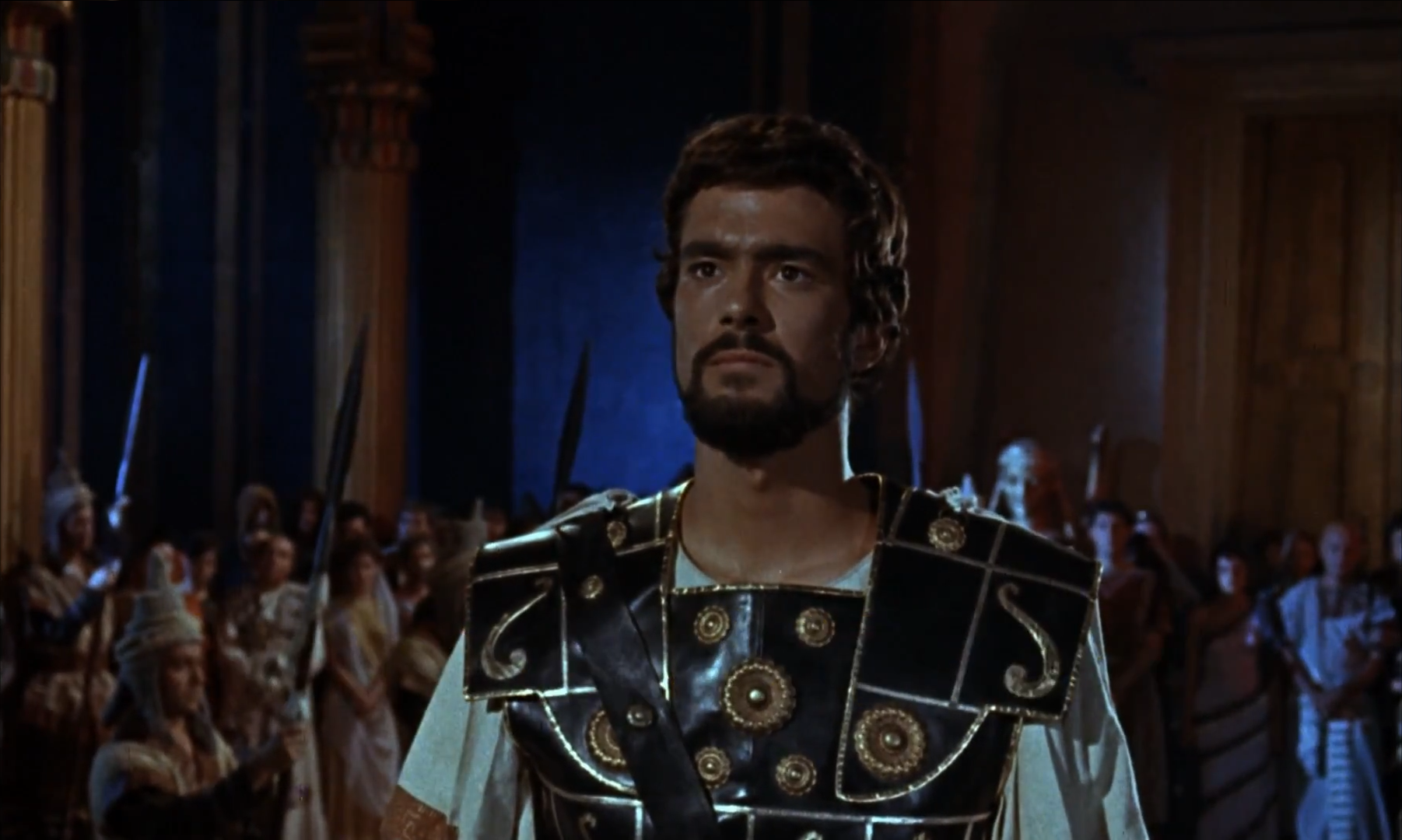
Jason interpretat per Todd Armstrong a Jàson i els argonautes (1963).